# Flaga Wysp Świętego Tomasza i Książęcej
Flaga Wysp Świętego Tomasza i Książęcej – prostokąt o proporcjach 1:2 podzielony na trzy poziome pasy: dwa węższe, zielone, z góry i z dołu, oraz jeden szerszy, żółty, pośrodku. Od strony drzewca dodany jest czerwony trójkąt. Na żółtym pasie znajdują się dwie gwiazdy pięciopromienne. Kolory użyte na fladze Wysp Świętego Tomasza i Książęcej stanowią barwy panafrykańskie.
Kolor zielony symbolizuje roślinność i rolnictwo, kolor czerwony krew i walkę o niepodległość, natomiast kolor żółty uprawę kakaowca (wywóz jego ziaren przynosi ponad 90% dochodów z eksportu tego kraju). Dwie gwiazdy odnoszą się do dwóch głównych wysp państwa: Świętego Tomasza oraz Książęcej.

## Historia
Flaga przyjęta została oficjalnie 5 listopada 1975. Jej wygląd wzorowany jest na powstałej w 1972 fladze Ruchu na rzecz Wyzwolenia Wysp Świętego Tomasza i Książęcej-Partii Socjaldemokratycznej (MLSTP-PSD).

## Propozycje flag

Propozycja z 1965 za czasów kolonii protugalskiej
Propozycja z 1974
Propozycja z 1974
Propozycja z 1974
Propozycja z 1974
Propozycja z 1974
Propozycja z 1974
Propozycja z 1974
Propozycja z 1974